# Mount Albert Edward
Mount Albert Edward är ett berg i Kanada.   Det ligger i provinsen British Columbia, i den sydvästra delen av landet, 3 700 km väster om huvudstaden Ottawa. Toppen på Mount Albert Edward är 2 093 meter över havet.
Terrängen runt Mount Albert Edward är bergig åt sydväst, men åt nordost är den kuperad. Mount Albert Edward är den högsta punkten i trakten. Runt Mount Albert Edward är det glesbefolkat, med 14 invånare per kvadratkilometer.. Det finns inga samhällen i närheten. 
I omgivningarna runt Mount Albert Edward växer i huvudsak barrskog.